# Kouzelníci z Waverly (4. řada)
Všechny řady |Kouzelníci z Waverly (1. řada)|Kouzelníci z Waverly (2. řada)|Kouzelníci z Waverly (3. řada)

## Info
- Tato řada je ve vysílání.
- Epizody jsou až na výjimky vysílány v pořadí výroby.
- Začátek vysílání v USA: 12. listopadu 2010
- Konec vysílání v USA: 6. ledna 2012
- Začátek vysílání v ČR: 7. května 2011
- Konec vysílání v ČR: 26. května 2012

## Obsazení
- Selena Gomezová a David Henrie a Jennifer Stone hráli ve všech epizodách.
- David DeLuise chyběl v pěti epizodách. (4x12, 4x15, 4x23, 4x25, 4x27)
- Maria Canals Barrera chyběla v sedmi epizodách. (4x03, 4x12, 4x15, 4x21, 4x23, 4x24, 4x25)
- Jake T. Austin chyběl v sedmi epizodách. (4x06, 4x07, 4x08, 4x09, 4x10, 4x23, 4x24,)
- Bailee Madison (hostující hvězda) hrála v sedmi epizodách jako Maxina, holčičí verze Maxe. (4x05, 4x06, 4x07, 4x08, 4x09, 4x10, 4x11)

## Epizody
| Série | Epizoda | Originální název epizody       | Český oficiální název epizody  | Premiéra v USA     | Premiéra v ČR     | Produkční čísla |
| --- | ------- | ------------------------------ | ------------------------------ | ------------------ | ----------------- | --------------- |
| 82 | 1       | Alex Tells the World           | Alex je nahraná                | 12. listopadu 2010 | 7. května 2011    | 401             |
| Poté, co byli Russoovi uvězněni v tajné vládní centrále a podrobeni výslechu, se nemohou dostat do říše kouzelníků a o své schopnosti přišli. Navíc jsou Alex a Justin přizváni k soudu a obviněni z jednoho nejzávažnějších kouzelnických činů - prozrazení kouzel veřejnosti. Max a Harper rozmístili po celé Stanici pasti, které nyní likvidují, ale jedna jim stále schází. Kouzla: - Edgebono Utoosis Hostující hvězdy: Ian Abercrombie jako Profesor Crumbs Dále hrají: Clinton Jackson jako reportér, Matt Kaminsky jako pan Loser Speciální hostující hvězdy: Gregg Sulkin jako Mason Greyback |         |                                |                                |                    |                   |                 |
| 83 | 2       | Alex Gives Up                  | Alex to vzdává                 | 27. listopadu 2010 | 7. května 2011    | 402             |
| Poté, co byli Alex a Justin degradováni je Max v kouzlení o tři úrovně napřed a má tak šanci stát se rodinným kouzelníkem. Alex ví, že nemá šanci, a tak se soutěže kouzelníků vzdává a tedy i svých kouzelnických schopností. Zanedlouho ji však navštíví kancléř Tootietootie, který jí sděluje, že pokud se vzdá svých čarodějných schopností, nebude moci nadále chodit s vlkodlakem Masonem. Justin hledá způsob, jak první lekce přeskočit a tak se stává učitelem pro kouzelnické záškoláky. Kouzla: - Popelnice metelice smetí letí ze světice Hostující hvězdy:David Barrera jako Carlos Cucuy, Roxanna Brusso jako Julie Cucuy, Samantha Boscarino jako Lisa Cucuy, Andy Kindler jako kancléř Rootie Tootietootie, Frank Pacheco jako Felix, Kari Wahlgren jako Helen Dále hrají:- Speciální hostující hvězdy: Gregg Sulkin jako Mason Greyback |         |                                |                                |                    |                   |                 |
| 84 | 3       | Lucky Charmed                  | Kouzla a štěstí                | 10. prosince 2010  | 2. července 2011  | 403             |
| Jelikož se Alex vzdala soutěže o kouzelníka rodiny, brzy jí bude odebraná její moc. Harper se ji snaží naučit používat kouzla co nejméně, aby se na to připravila. Mezitím Max žádá od táty kouzelnický plášť, jelikož je pravděpodobné, že on bude kouzelníkem rodiny. Je tu však malý problém, protože plášť měl předtím Justin, který ho svou neopatrností zničil. Kouzla: Chybí: Maria Canals Barrera jako Theresa Russová Hostující hvězdy: Bill Chott jako pan Laritate, Julio Oscar Mechoso jako DMV instruktor Dále hrají:- Speciální hostující hvězdy:- |         |                                |                                |                    |                   |                 |
| 85 | 4       | Journey to the Center of Mason | Cesta do středu Masona         | 17. prosince 2010  | 21. května 2011   | 404             |
| Alex po vzdání kouzelnické soutěže s Masonem jen kamarádí a jde jim to. Až do chvíle, než přijde Dean. Před rokem se s Alex rozešel, ale chce s ní začít znovu chodit. Mason si myslí, že Alex ho také miluje a v zápalu hněvu a žárlivosti Deana sežere. Pak se vydají do Masonova žaludku, aby byl Dean zachráněn. Alex se dostane do Masonova mozku, a tam zjistí, na koho Mason myslí. Je to ona. Pak Deana zachrání, vrátí se do kouzelnické soutěže a bude dále chodit s Masonem. Kouzla: - Proton,neutron,atom-zmenšovací kouzlo - Proton,neutron,zpět jak slon-vrátí se zase do normální velikosti Hostující hvězdy:Daniel Samonas jako Dean, Frank Pacheco jako Felix, Shoshana Bush jako Tyler Dále hrají:- Speciální hostující hvězdy: Gregg Sulkin jako Mason Greyback |         |                                |                                |                    |                   |                 |
| 86 | 5       | Three Maxes and a Little Lady  | Tři Maxové a jedna malá slečna | 7. ledna 2011      | 11. června 2011   | 405             |
| Jerry přihlásí Maxe do kouzelnického klubu vtipálků. Aby se však mohl stát stálým členem, musí vyhrát kouzelnickou soutěž. Ta se koná až za několik let a tak mu členové kouzelnického klubu poradí, aby přesunul termín konání soutěže už na pondělí. Justin a Alex tak ztrácí šanci dohnat v kouzlení Maxe a tak společně vymyslí plán, jak soutěž oddálit. Kouzla: - Změna, proměna, teď na Shakulna - proměna na kůlnu. - Změna, proměna, teď na Maxe - proměna na Maxe. - Interafax, ať je z ní zase Max - mělo by proměnit v Maxe, ale zůstala holčičkou Hostující hvězdy: Bailee Madison jako Maxina, Frank Pacheco jako Felix, Kari Wahlgren jako Helen, Shane Harper jako Fidel Dále hrají:- Speciální hostující hvězdy:- Zajímavost: Zápletka s proměnou Maxe v holčičku byla přidána do scénáře kvůli tomu, že herec Jake T. Austin byl v tu dobu zaneprázdněn jinými filmovými projekty. |         |                                |                                |                    |                   |                 |
| 87 | 6       | Daddy's Little Girl            | Tatínkovy holčičky             | 21. ledna 2011     | 11. června 2011   | 406             |
| Z Maxe se v minulím díle stala holčička a Max toho začne využívat. O vše se má začít starat Alex a Justin. Justinovi to nevadí; tohle všechno mu dělala Alex, ale Alex to vadí, naštve se a uteče z Maxova tréninku karate. Na konci se ale celá rodina usmíří a všechno je stejné. Až na to, že z Maxe je malá holčička. Kouzla: - Mouchu plac,bim bác - kouzlo na zabití hmyzu Chybí: Jake T. Austin jako Max Russo Hostující hvězdy: Dan Benson jako Zeke, Bailee Madison jako Maxina, Lanny Joon jako Instruktor Karate Dále hrají:- Speciální hostující hvězdy:- |         |                                |                                |                    |                   |                 |
| 88 | 7       | Everything's Rosie for Justin  | Justinův Anděl                 | 4. února 2011      | 18. června 2011   | 407             |
| Justinovu kouzelnickou třídu propadlíků navštíví trenérka Penny, která třídě oznamuje, že se zanedlouho koná exhibice, kterou když zvládnou, budou zařazeni zpět do normálních tříd. Justin má novou studentku jménem Rosie, která je však natolik nešikovná, že je Justin nucen ji ze skupiny vyřadit. Jerry, Theresa, Harper a Max se snaží zachránit svou restauraci, protože nemá zrovna velkou návštěvnost. Kouzla: - Ty buď já, dělej co já - jedna osoba kopíruje pohyby druhé osoby - Už nebuď já, buď zase svá - vrátí osobu do normálu Chybí: Jake T. Austin jako Max Russo Hostující hvězdy: Bailee Madison jako Maxina, Frank Pacheco jako Felix, Leven Rambin jako Rosie, Cameron Sanders jako Nelvis, Diane Delano jako Kouzelnická trenérka Penny, Chris Coppola jako zákazník Dále hrají:- Speciální hostující hvězdy:- |         |                                |                                |                    |                   |                 |
| 89 | 8       | Dancing with Angels            | Tanec s Anděly                 | 11. února 2011     | 18. června 2011   | 408             |
| Alex slyšela o otevření nového klubu pro anděly, kam by se ráda podívala. Jedinou šancí, jak se do klubu dostat, je přemluvit Justinovu novou přítelkyni Rosie, aby je do klubu vzala. Ta také tak učiní, ovšem když při andělském tanci všichni andělé vzlétnou a Alex a Harper zůstanou při zemi, je záhy všem jasné, že se nejedná o anděly. Max se snaží udržet tajemství, kam se Alex, Justin a Harper vydali, a to i přes to, že ho Theresa a Jerry přihlásili do soutěže pro malé kovbojky. Kouzla: - Ať je tu hned přívěsek - změní cokoliv na přívěsek Chybí: Jake T. Austin jako Max Russo Hostující hvězdy: Bailee Madison jako Maxina, Leven Rambin jako Rosie, Ransford Doherty jako Zedrik Dále hrají: Wesley Piernino jako Hlasatel Speciální hostující hvězdy:- |         |                                |                                |                    |                   |                 |
| 90-91 | 9-10    | Wizards vs. Angels             | Kouzelníci vs. Andělé          | 18. února 2011     | 25. června 2011   | 409-410         |
| Justin je zamilovaný do Rosie a tráví s ní veškerý svůj volný čas. Alex si však všimne, že se Justin chová zlověstně. Jenže po boku Rosie coby anděla strážného by se měl chovat mírumilovně. Alex se tedy vydá mezi anděly, aby zjistila, co se s Justinem děje. Tam ji však čeká šokující zjištění. Rosie je ve skutečnosti temný anděl, který lidi nabádá k páchání zla a je rozhodnuta donutit Justina, aby pomocí kouzel ukradl morální kompas, díky kterému temní andělé ovládnou lidstvo. Mezitím Harper pořádá pro Maxinu pyžamovou párty. Kouzla: - Kdo nemá hůlku,zpomal se o půlku-zpomalí čas Chybí: Jake T. Austin jako Max Russo Hostující hvězdy: Bill Chott jako pan Laritate, Bailee Madison jako Maxina, Leven Rambin jako Rosie, John Rubinstein jako Gorog, China Anne McClain jako Tina, Amy Tolsky jako Florence Dále hrají: Milles Wood jako Monty, Natalie Alyn Lind jako Marisa, Frank Maharajh jako Customer, Ezra Weisz jako Fruit, Darrin Butters jako Fruit Speciální hostující hvězdy:- |         |                                |                                |                    |                   |                 |
| 92 | 11      | Back to Max                    | Maxův návrat                   | 11. března 2011    | 6. srpna 2011     | 411             |
| Justin pozve profesora Crumbse zkontrolovat jeho třídu propadlíků, aby viděl, jaké pokroky jeho žáci dělají. Během rozhovoru přes abrakačmár se najednou objeví Maxina a Justin s Alex nevědí, jak by vysvětlili profesorovi Crumbsovi, kdo to vlastně je, a proto se snaží najít způsob, jak Maxinu proměnit zpátky na Maxe. Kouzla: - Housere Pryč, ať Páteř Je Jak Bič Hostující hvězdy: Bailee Madison jako Maxina, Bill Chott jako pan Laritate, Cameron Sanders jako Nelvis, Ian Abercrombie jako Profesor Crumbs Dále hrají: McKaley Miller jako Talia Speciální hostující hvězdy: Jackie Evancho jako ona sama |         |                                |                                |                    |                   |                 |
| 93 | 12      | Zeke Finds Out                 | Zeke se to dozví               | 8. dubna 2011      | 13. srpna 2011    | 412             |
| Zeke se zase pokouší kouzlit, na co se už Alex nemůže dívat a tak mu trochu pomůže skutečným kouzlem. Zeke si to nedokáže vysvětlit a tak si myslí, že je opravdový kouzelník. Je tak nadšený, že chystá kouzelnické vystoupení. Zajde to až moc daleko a tak mu Russovi musí prozradit, kdo má tady opravdu kouzelnou moc. Kouzla: - Hlava sem, tělo tam, tělo vejpůl zaklínám - přeřízne tělo napůl. - Ťik, ťak, čas jen stál, zazní zvon, běží dál - rozpohybuje znehybnělé lidi - Už ani muk, vypnout zvuk Chybí: Maria Canals Barrera jako Theresa Russová, David DeLuise jako Jerry Russo Hostující hvězdy: Dan Benson jako Zeke Dále hrají:- Speciální hostující hvězdy:- |         |                                |                                |                    |                   |                 |
| 94 | 13      | Magic Unmasked                 | Zápas masek                    | 13. května 2011    | 20. srpna 2011    | 413             |
| Max má novou holku, která je však až příliš odlišná. Do restaurace přichází bývalý zápasník, který s kariérou skončil kvůli potupě, kterou mu před lety způsobila malá holčička. Ta malá holčička byla shodou náhod Alex, která se teď cítí provinile a snaží se to napravit tak, že zorganizuje jeho velký návrat v zápase masek. Mezitím Justin slíbí Zekeovi, že mu splní jedno kouzelné přání. Kouzla: - Zápas jak ďas - člověk získá velkou fyzickou sílu - Zápas jak ďas, nebo dva - dvakrát větší síla - Zápas jak ďas, Muy Macho ďas - ještě větší síla Hostující hvězdy: Dan Benson jako Zeke, Valente Rodriguez jako Bob "Muy Macho", McKaley Miller jako Talia Dále hrají:- Speciální hostující hvězdy:- |         |                                |                                |                    |                   |                 |
| 95 | 14      | Meet the Werewolves            | Seznámení s vlkodlaky          | 17. června 2011    | 27. srpna 2011    | 415             |
| Alex zjišťuje, že se za ní Mason před svými rodiči stydí, a tak ho přiměje, aby ji pozval na slavnost k jeho rodině. Mason ji ale nutí, aby hrála, že je vlkodlak. Kouzla: - Ať moje břicho neulpí chci z toho mňamku pro děti - když někdo sní takto začarované jídlo, bude chovat jako 4letý - Sušenky mizí jako nic, kdo je zní ať let má víc - budou se chovat jako puberťáci - Ať máme srst a chlupy a taky velký zuby - dodá vzhled vlkodlaka Hostující hvězdy: Robin Riker jako Linda Greybecková, Harry Van Gorkum jako Grant Greybeck, Marianne Muellerleile jako Molly, Eric Zuckerman jako Bill Dále hrají:- Speciální hostující hvězdy: Gregg Sulkin jako Mason Greybeck |         |                                |                                |                    |                   |                 |
| 96 | 15      | Beast Tamer                    | Krotitel stvůr                 | 24. června 2011    | 8. října 2011     | 416             |
| Alex, Max a Justin získávají lístky na populární krotitelskou show, kde se střetávají přímo s krotitelem stvůr Chasem Riprockem, který jeví vážný zájem o Alex. Ale co Mason? Kouzla: Chybí: Maria Canals Barrera jako Theresa Russová, David DeLuise jako Jerry Russo Hostující hvězdy: Nick Roux jako Chase Riprock Dále hrají:- Speciální hostující hvězdy: Gregg Sulkin jako Mason Greybeck |         |                                |                                |                    |                   |                 |
| 97 | 16      | Wizard of the Year             | Kouzleník roku                 | 8. července 2011   | 8. října 2011     | 417             |
| Alex získává ocenění Kouzelníka roku, za zachránění světa před temnými anděly, což všechny kromě Justina těší. Ten žárlí, protože cenu chtěl on. Mason pořád žárlí na krotitele stvůr Chase Riprocka. Kvůli tomu se s ním popere na udělování ocenění a zničí tak jeden z Alexiných největších dnů. Kouzla: Hostující hvězdy: Nick Roux jako Chase Riprock, Andy Kindler jako kancléř Tootietootie, Justin Guarini jako Keith Keith Dále hrají:- Speciální hostující hvězdy: Gregg Sulkin jako Mason Greybeck |         |                                |                                |                    |                   |                 |
| 98 | 17      | Misfortune at the Beach        | Štěstí na pláži                | 24. července 2011  | 22. října 2011    | 420             |
| Russovi společně s Harper jdou trávit horký den na pláž. Na pláži je automat „Zelzar“, který rozdává věštby. Jerry varuje děti, protože kouzelníkům se vždy věštby opravdu vyplní. Alex samozřejmě neposlouchá a automat použije. Dostává však věštbu, kde stojí „Rozluč se se životem“. Na Alex teď číhá na každém kroku nebezpečí. Zelzar řekne Alex, že věštbu nelze zrušit, jedině předat někomu dalšímu. Věštbu nakonec dostane malá holčička, které se věštba splní, ale jinak, než si Alex myslela. Z holčičky se totiž stane milionářka. Kouzla: Chybí: Hostující hvězdy: Michael Carbonaro jako Zelzar, John J. York jako Game Show Host Dále hrají: Timothy Fitzgerald jako Angry Beachgoer Speciální hostující hvězdy:- |         |                                |                                |                    |                   |                 |
| 99 | 18      | Wizards vs. Asteroid           | Kouzelníci vs. Asteroid        | 19. srpna 2011     | 29. října 2011    | 418             |
| K zemi se řítí obrovský asteroid, který zničí Zemi. Má ho zničit raketa, odpálená ze země ale to se nepovede. Alex, Justin a Max jdou na asteroid, aby raketu odpálili a zachránili svět. Nakonec se jim asteroid podaří zničit, nicméně jeho část přesto dopadne na Zemi a zničí školu. Kouzla: Chybí: Hostující hvězdy: Dan Benson jako Zeke, Bill Chott jako pan Laritate, Kristina Hayes jako reportérka Dále hrají:- Speciální hostující hvězdy:- |         |                                |                                |                    |                   |                 |
| 100 | 19      | Justin's Back In               | Justinův comeback              | 26. srpna 2011     | 5. listopadu 2011 | 419             |
| Justinova třída poškoláků už má možnost dělat závěrečné zkoušky, ale Justin se na to ještě necítí, Alex ho ale přesvědčí, aby to udělal. Všichni ale propadnou. Justin obviňuje Alex, protože ona je přemluvila, ale ve skutečnosti za to může ďábelský kamarád profesora Crumbse, který výsledky zfalšoval. Mezitím Felix, jeden se studentů zjišťuje, že je majitelem nejmocnější hůlky kouzelnického světa, protože jako jediný ji dokáže vytáhnout z kamene. Kouzla: Chybí: Hostující hvězdy: Frank Pacheco jako Felix, Cameron Sanders jako Nelvis, Ian Abercrombie jako profesor Crumbs Dále hrají:- Speciální hostující hvězdy: Tim Conway jako Cragmont |         |                                |                                |                    |                   |                 |
| 101 | 20      | Alex the Puppetmaster          | Alexiny loutky                 | 16. září 2011      | 17. prosince 2011 | 421             |
| Alex a Harper odmaturují, a chtějí si vydělat na vlastní bydlení pomocí loutkového divadla. Alex, která má napsat scénář, se na to vykašle a tak ukáže, jaká je nezodpovědná. Harper si uvědomuje, že s někým tak nezodpovědným bydlet nemůže, a tak dělá divadlo sama. Alex to mrzí a tak udělá vlastní loutkové divadlo. Samozřejmě si ale pomůže kouzly. Maxovi rodiče se mezitím seznamují s rodiči Maxovy holky Talie. Kouzla: Chybí: Hostující hvězdy:Dan Benson jako Zeke, McKaley Miller jako Talia, James Urbaniak jako Rob Robinson Dále hrají:Sammir Abrigo jako malá holka Speciální hostující hvězdy:Joely Fisher jako Meg Robinson |         |                                |                                |                    |                   |                 |
| 102 | 21      | My Two Harpers                 | Dvě Harper                     | 30. září 2011      | 7. ledna 2012     | 422             |
| Alex tráví veškerý čas s Harper a Zekem. Těm se to nelíbí a dají jí to najevo. Alex zůstává osamocená, a tak si vytvoří klon Harper. Kouzla: Chybí: Maria Canals Barrera Hostující hvězdy: Dále hrají: Speciální hostující hvězdy: |         |                                |                                |                    |                   |                 |
| 103 | 22      | Wizards of Apartment 13B       | Kouzelníci z bytu 13B          | 7. října 2011      | 14. dubna 2012    | 423             |
| Alex a Harper konečně nacházejí společné bydlení, a to v tajném kouzelnickém patře bytového domu. Je tu však malý problém, protože Harper není kouzelnice a tak jí Justin dává zkušební hůlku, která umí věci jenom otvírat, aby obelstila domovníka Dextera. Alex zjišťuje, že v domě bydlí i Mason, který se ji snaží získat zpět. Při večírku Mason použije Harpřinu zkušební hůlku a otevře kouzlem srdce Alex. Ta se zamiluje do Zlobra a do Felixe. Kouzla: Chybí: Hostující hvězdy: John Rubinstein jako Gorog, Frank Pacheco jako Felix, Fred Stoller jako Dexter, Christopher Douglas Reed jako Zlobr Dále hrají: Speciální hostující hvězdy: Gregg Sulkin jako Mason Poznámky : Tato epizoda je 1. část čtyřdílneho speciálu |         |                                |                                |                    |                   |                 |
| 104 | 23      | Ghost Roommate                 | Ztracená láska                 | 14. října 2011     | 14. dubna 2012    | 424             |
| Alex a Harper mají problémy se splácením účtů a tak si hledají ještě nějakou spolubydlící. Alex přivádí ducha jménem Lucy. Ta však nedá Alex ani harper spát, protože pořád hledá svoji ztracenou lásku. Proto se jí snaží Alex pomoct. Justin mezitím dostává robota, kterého mu dává domovník Dexter. Justin neví, že Dexter je ve skutečnosti Gorok a robot ho špehuje a získává tajné informace. Kouzla: Chybí:Jake T. Austin jako Max Russo, María Canals Barrera jako Theresa Russo, David DeLuise jako Jerry Russo Hostující hvězdy:Dan Benson jako Zeke, Fred Stoller jako Dexter, Josh Sussman jako Hugh Normous, Linsey Godfrey jako Lucy, Travis Caldwell jako Donni, Michael Carbonaro jako Robot Dále hrají: Speciální hostující hvězdy:Gregg Sulkin jako Mason Poznámky : Tato epizoda je 2. část čtyřdílneho speciálu |         |                                |                                |                    |                   |                 |
| 105 | 24      | Get Along, Little Zombie       | Tanec se zombíky               | 21. října 2011     | 15. dubna 2012    | 425             |
| Haprer a Alex zjišťují, že v domě bydlí i pan Laritate. Mason pokazí výtah a tak se smrtelníci, včetně Laritata dostanou do tajného kouzelnického patra. Tam Zombie pokouše pana Laritata a ten se taky promění v zombíka. Felix přichází za Justinem s tím, že mu nefunguje jeho hůlka, nejmocnější hůlka na světě. Justin zjistí, že je falešná. Dochází k závěru, že mu ji někdo ukrad. Na pomoc volají profesora Crumbse, kterému dělá starost taky kouzelnické patro, které by vlastně ani nemělo existovat. Jdou tedy varovat Alex a Harper, čímž se dostávají do pasti. Kouzla: Chybí: Jake T. Austin jako Max Russo, María Canals Barrera jako Theresa Russo Hostující hvězdy: Bill Chott jako Pan Laritate, Ian Abercrombie jako Professor Crumbs, Frank Pacheco jako Felix, Fred Stoller jako Dexter, Regan Burns jako Everett, Jane Carr jako Martha St. Clarke Dále hrají: Marcus Alexander Hart jako Zombie Speciální hostující hvězdy: Gregg Sulkin jako Mason Poznámky : Tato epizoda je 3. část čtyřdílneho speciálu |         |                                |                                |                    |                   |                 |
| 106 | 25      | Wizards vs. Everything         | Kouzelníci vs. všechno         | 28. října 2011     | 15. dubna 2012    | 426             |
| Alex, Harper Justin i další kouzelníci jsou uvězněni v tajném 13. patře bytového domu. Dexter – Gorog odhaluje svou pravou totožnost, i to že hůlku ukradl on. Pomocí kouzla získá Masona, Felixe, Crumbse i další na svou stranu a Justina, Harper a Alex nechá uvězněné v patře. Harper se však může dostat ven, protože kouzlo vězní jenom kouzelníky. Harper informuje Maxe. Gorog v podzemí mezitím buduje tunel do světa kouzel, aby ho ovládl. Pomocí kouzla pošle na Justina a Alex černou díru, která je málem dostane, ale v poslední chvíli je Max a Harper zachrání. Teď se ještě musí postavit Gorogvi a porazit ho jednou provždy. Kouzla: Chybí: María Canals Barrera jako Theresa Russo, David DeLuise jako Jerry Russo Hostující hvězdy: Ian Abercrombie jako Professor Crumbs, John Rubenstein jako Gorog, Frank Pacheco jako Felix, Fred Stoller jako Dexter, Josh Sussman jako Hugh Normous, Christopher Douglas Reed jako Ogre Dále hrají: Marcus Alexander Hart jako Zombie Speciální hostující hvězdy: Gregg Sulkin jako Mason, Bridgit Mendler jako Juliet van Heusen Poznámky : Tato epizoda je 4. část čtyřdílneho speciálu |         |                                |                                |                    |                   |                 |
| 106 | 26      | Rock Around the Clock          | Tancem zpátky časem            | 4. listopadu 2011  | 5. května 2012    | 414             |
| Russoovi zjišťují, že jejich dům byl prodán Jerryho otcem v roce 1957 a teď si jej majitel přišel převzít. Prodaná je tím pádem i kouzelnická skrýš, která je jediným propojením mezi Russoovými a kouzelnickým světem. Proto se vracejí v čase, aby prodej zatrhli. Naruší tak ale proud času a změní budoucnost. Kouzla: Chybí: Hostující hvězdy: Brendan Bradley jako Hank Russo, Carlo Michael Mancini jako Lenny Hune Dále hrají:John DeLuca jako Tommy, Jeff Sizemore jako Lenny Hune Jr. Speciální hostující hvězdy: |         |                                |                                |                    |                   |                 |
| 106 | 27      | Harperella                     | Harpelka                       | 18. listopadu 2011 | 19. května 2012   | 427             |
| Harper dětem předčítá knížku. Co ale neví je, že knížka je začarovaná, a toho kdo ji čte, přenese do příběhu. Harper se tedy přenáší do pohádky o Popelce. Stává se z ní Harpelka a v pohádce zůstane až do té doby, než příběh skončí. Problém nastává tehdy, kdy Alex zjišťuje, že poslední stránky z pohádky o Popelce jsou vytrhnuté. Pohádka bez konce tedy hned přechází do pohádky o třech prasátkách. Alex musí najít chybějící strany, aby pohádku o Popelce dokončila a Harper mohla z pohádky ven. Kouzla: Chybí: David DeLuise jako Jerry Russo Hostující hvězdy: Dan Benson jako Zeke Beakerman Dále hrají: Bridget Barrera jako Malá holka, Joe Wiebe jako Jeskynní muž Speciální hostující hvězdy: Gregg Sulkin jako Mason, David Copperfield jako on sám |         |                                |                                |                    |                   |                 |
| 106 | 28a,28b | Who Will Be the Family Wizard  | Velké finále                   | 6. ledna 2012      | 26. května 2012   | 428-429         |
| Posledním krokem ke startu kouzelnické soutěže je, aby Alex udělala dobrý skutek. Když se tak stalo, soutěž může začít. Soutěž funguje na principu televizní show. První kolo je vědomostní. Během tohoto kola se objevují Harper a Zeke, které vzápětí unáší drak. Alex to nehodlá nechat tak a proto si vyžádá pauzu, aby je zachránili. Justin a Max to nejdřív nechtějí udělat, ale nakonec je Alex přesvědčí. Mají však časový limit, do kterého se musí vrátit zpátky. Když se vracejí, i se Zekem a Harper, zjistili, že soutěž skončila. Nestihli to. Žádný z nich už nemá moc. Když se vracejí domů, Max a Justin Alex nesnáší. Situace je tak vážná, že Jerry už ani nemá chuť dále spravovat restauraci a tak ji prodává. Tehdy se Alex, Justin a Max dávají dohromady, protože to je jediný způsob, jak změnit tátovo rozhodnutí. Profesor Crumbs se vrací a oznamuje, že to byla ve skutečnosti zkouška. Soutěž pokračuje. Všichni se nakonec dostávají do posledního kola. Labyrintu. Kdo první vyjde, ten je vítěz. Jako první vychází Justin. Když mu jdou předat veškerou moc, Justin to nevydrží a řekne pravdu. Vyhrát měla Alex. On se zasekl a ona mu pomohla. Kdyby to neudělala, vyhrála by. Tak se stává Alex kouzelnicí rodiny. Justin ale také něco vyhrál. Stal se novým ředitelem čaroškoly. A Max zase zdědil rodinnou restauraci. A tím příběh o kouzelnících končí. Kouzla: - Stěna, Pěna - umožňuje chodit skrz zdi - Hopla stopla - zastaví čas (jen tak dlouho, dokud stojíte na jedné noze) Hostující hvězdy: Dan Benson jako Zeke, Ian Abercrombie jako Profesor Crumbs, Andy Kindler jako kancléř Tootietootie Dále hrají: Nicole Pettis jako zákazník Speciální hostující hvězdy: Gregg Sulkin jako Mason Greyback, Bridgit Mendler jako Juliet van Heusen Poznámka: V originále byla tato epizoda odvysílána jako hodinový speciál, v ČR byla rozdělena na 2 části. |         |                                |                                |                    |                   |                 |